# Marajó (eiland)
Marajó (Ilha de Marajó) is een kusteiland aan de monding van de Amazone en de Tocantins in Brazilië. Het is het grootste eiland van Brazilië en het op vierendertig na grootste eiland ter wereld, met een oppervlakte van ongeveer 50.000 km². Soure is de hoofdstad. De bevolking leeft vooral van de visvangst.
Marajó wordt soms aangeduid als het grootste riviereiland ter wereld. Aangezien de oostkust van het eiland aan de Atlantische Oceaan grenst, en de andere eilandgrenzen liggen aan de bedding van twee rivieren, de Amazone en de Tocantins, is dit niet correct. Het grootste riviereiland is het eveneens in Brazilië gelegen Bananal in de loop van de Araguaia.
De oude beschaving van Marajó is beroemd om haar aardewerk. Het eiland is verdeeld in twee bijna gelijke helften. Het oostelijke deel bestaat vooral uit een soort savanne begroeiing, lange uitgestrekte velden die bij de rivieren worden afgebakend door stroken oerwoud. Langs de kust zijn talloze soorten palmbomen en dichte mangrove moerassen. Het westelijke gedeelte is bedekt met dichtbegroeide oeroude jungle-begroeiing.

## Klimaat enfauna
Marajó heeft twee seizoenen: Het is tussen januari en juni erg regenachtig, tussen juli en december is het de droge periode. Het eiland wordt ook “bevolkt” door grote kuddes oerbuffels en zeboes die door de velden zwerven. Ze hebben zich goed aangepast aan het condities van de omgeving. Vogels zijn hier rijkelijk aanwezig, waaronder haviken, papegaaien, hoatzins, flamingo’s, allerlei soorten reigers. Beroemd zijn de rode ibissen. De kaaimannen, apen, Capibara's, slangen, schildpadden en zelfs anaconda’s behoren ook tot de vaste inwoners van dit gebied.